# Bezirk Żółkiew
Bezirk Żółkiew – dawny powiat (Bezirk) kraju koronnego Królestwo Galicji i Lodomerii, funkcjonujący w latach 1854–1867. Siedzibą starostwa było miasto Żółkiew.

## Historia
Bezirk Żółkiew utworzono w ramach reformy uwłaszczeniowej z okresu Wiosny Ludów (1848–1849), która likwidowała jurysdykcję właściciela ziemskiego nad poddanymi. W Galicji, dominium – jako podstawowa jednostka administracyjna i filar systemu feudalnego straciło rację bytu. Konieczne stało się zatem wprowadzenie nowego systemu administracyjnego, którego zręby powstały w latach 1851–1855. Nowy trójstopniowy podział administracyjny objął 21 cyrkułów (niem. Kreise), 179 małych powiatów (niem. Bezirke) i ponad 6000 gmin (niem. Gemeinde).
Bezirk Żółkiew objął obszar o wielkości 6,7 mil², zamieszkany przez 25.424 ludzi i podzielony na 27 gmin katastralnych, w tym jedno miasto (Żółkiew). Wszedł w skład cyrkułu żółkiewskiego, jako jeden z jego dziesięciu powiatów.
Po nadaniu Galicji autonomii oraz powołaniu samorządu gminnego i powiatowego w 1865 zlikwidowano cyrkuły (Kreise). Dotychczasowe małe powiaty (Bezirke) w liczbie 179, utrzymały się do 1867 roku, kiedy to w następstwie kolejnej reformy administracyjnej (23 stycznia 1867) zostały zastąpione przez 74 większych powiatów. Obszar zniesionego Bezirk Żółkiew wszedł wtedy w całości w skład nowego powiatu żółkiewskiego.

## Podział administracyjny (1854)
| Lp. | Gmina jednostkowa                        | Powierzchnia | Ludność | Powiat w 1867 po zniesieniu |
| --- | ---------------------------------------- | ------------ | ------- | --------------------------- |
| 1   | Żółkiew (M) ze Schloßantheil             | 855          | 4093    | żółkiewski                  |
| 2   | Turynka                                  | 8997         | 1534    | żółkiewski                  |
| 3   | Winniki                                  | 3095         | 872     | żółkiewski                  |
| 4   | Wiązowa                                  | 1436         | 737     | żółkiewski                  |
| 5   | Wola Wysocka                             | 2450         | 658     | żółkiewski                  |
| 6   | Zameczek z Borowem, Dąbrową i Suchorowem | 2992         | 1237    | żółkiewski                  |
| 7   | Glińsko z Czeremoszną i Szarpanką        | 3864         | 1251    | żółkiewski                  |
| 8   | Soposzyn                                 | 1960         | 642     | żółkiewski                  |
| 9   | Macoszyn                                 | 1642         | 798     | żółkiewski                  |
| 10  | Mokrotyn z Kolonią                       | 3098         | 1654    | żółkiewski                  |
| 11  | Biesiady                                 | 3886         | 157     | żółkiewski                  |
| 12  | Dobrosin                                 | 3886         | 1229    | żółkiewski                  |
| 13  | Piły z Borowem                           | 771          | 441     | żółkiewski                  |
| 14  | Krechów                                  | 4644         | 951     | żółkiewski                  |
| 15  | Fujna                                    | 312          | 376     | żółkiewski                  |
| 16  | Horbowice z Huciskiem i Prowalem         | 1839         | 738     | żółkiewski                  |
| 17  | Brzyszcze i Szabelnia z Żukami           | 973          | 529     | żółkiewski                  |
| 18  | Rudy z Chamami                           | 964          | 431     | żółkiewski                  |
| 19  | Skwarzawa Nowa z Lipnikami i Nadzieją    | 4247         | 1085    | żółkiewski                  |
| 20  | Skwarzawa Stara                          | 996          | 495     | żółkiewski                  |
| 21  | Majdan i Polany                          | 3401         | 521     | żółkiewski                  |
| 22  | Błyszczywody z Opłytną                   | 3432         | 417     | żółkiewski                  |
| 23  | Lipina                                   | 554          | 265     | żółkiewski                  |
| 24  | Mierzwica z Wiesenberg                   | 2445         | 1173    | żółkiewski                  |
| 25  | Smereków                                 | 1478         | 446     | żółkiewski                  |
| 26  | Kunin                                    | 5693         | 2271    | żółkiewski                  |
| 27  | Wólka Kunińska                           | 442          | 323     | żółkiewski                  |

Objaśnienie:
(M) = miasto; (m) = miasteczko